# Gara Seini
Gara Seini este o stație de cale ferată care deservește Seini, județul Maramureș, România. Situată pe Magistrala CFR 400, este una din cele două gări din orașul Seini, cealaltă fiind cea din satul Săbișa.

## Istoric
Orașul Seini a fost legat la rețeaua de cale ferată în 1884, odată cu inaugurarea liniei de cale ferată Satu Mare – Baia Mare. Calea ferată Satu Mare–Baia Mare face parte din Magistrala CFR 400 și are o lungime de 60 km. În 1882, la Cluj (în maghiară Kolozsvár) un grup de oameni de afaceri au înființat „Societatea anonimă a căilor ferate locale Satu Mare – Baia Mare” (în maghiară "Szatmárnémeti – Nagybánya helyi vasúti részvénytársaság"). Societatea, având capital privat multinațional, a obținut concesiunea pentru construirea căii ferate care să conecteze Satu Mare (în maghiară Szatmárnémeti) de Baia Mare (în maghiară Nagybánya). Linia concesionată cu o lungime de 56,3 km pornește din Botiz (în maghiară Batiz), ca nod de legătură la linia deja existentă Debrecen – Szatmárnémeti (Satu Mare) – Királyháza (Korolevo) – Máramarossziget (Sighetu Marmației), a fost construită între anii 1882-1884. Porțiunea de linie Satu Mare – Botiz a fost exploatată în comun de către Helyi Érdekű Vasút (Calea Ferată de Interes Local) și Északkeleti Vasúttal (Căile Ferate Nord-Est). În 1904, datorită exploatării greoaie a porțiunii comune de linie, HÉV a construit o porțiune de 3,8 km care lega Botizul de stația Satu Mare a Căilor Ferate Maghiare (Magyar Államvasutak).

## Gara
Gara Seini este situată în orașul Seini, amplasată pe secția interoperabilă Deda – Dej Triaj – Jibou – Baia Mare – Satu Mare, la kilometrul 25+100 față de stația Baia Mare, respectiv la kilometrul 34+900 față de stația Satu Mare. Stația este dotată cu instalație de centralizare electromecanică CEM.
Stația Seini are 4 linii, dintre care două sunt folosite pentru trenurile de pasageri cât și pentru trenurile de marfă (Liniile 2 și 3), iar două linii este folosite pentru încărcare și descărcare mărfuri din mijloace de transport auto (Liniile 1 și 4). Cea mai scurtă linie are o lungime de 639 m iar ce mai lungă are 717 m.
Calea ferată asigură legătura orașului Seini pe Magistrala 400 spre Baia Mare și Satu Mare pentru transportul feroviar de călători și marfă. Prin gara Seini trec zilnic trenuri InterRegio (IR) și Regio (R) ale operatorilor CFR Călători și InterRegional Călători.

## Distanțe față de alte gări din România și Europa

### Distanțe față de alte gări din România
- Seini și Baia Mare - 24 km
- Seini și București Nord (via Cluj-Napoca) - 714 km
- Seini și București Nord (via Deda) - 648 km
- Seini și Cluj-Napoca - 217 km
- Seini și Arad - 290 km
- Seini și Jibou - 82 km
- Seini și Satu Mare - 36 km
- Seini și Oradea - 169 km

### Distanțe față de alte gări din Europa
- Seini și  Keleti Budapesta (via Arad) - 543 km
- Seini și  Hauptbahnhof Viena (via Arad) - 805 km